# Newfane (gmina w Vermont)
Newfane – gmina (town) w Stanach Zjednoczonych, w stanie Vermont, siedziba administracyjna hrabstwa Windham. W jej granicach znajduje się wieś Newfane.